# Silene capillipes
Silene capillipes är en nejlikväxtart som beskrevs av Pierre Edmond Boissier och Heldr. Silene capillipes ingår i släktet glimmar, och familjen nejlikväxter. Inga underarter finns listade i Catalogue of Life.